# Modena Volley
Il Modena Volley è una società pallavolistica maschile italiana con sede a Modena: milita nel campionato di Superlega.

## Storia

### Antefatti

Il tecnico Franco Anderlini, punto di contatto tra la vecchia Avia Pervia e il nuovo Gruppo Sportivo Panini.

Con tre formazioni in Serie A, la città di Modena aveva vissuto, negli anni cinquanta e anni sessanta del XX secolo, un periodo di particolare splendore in questo sport. Tra il 1953 e il 1962-63 le squadre geminiane avevano vinto tutti gli undici scudetti a disposizione: tre a testa se li erano aggiudicati la Crocetta Villa d'Oro e la Minelli, mentre cinque erano stati appannaggio dell'Avia Pervia di Franco Anderlini.
Con lo scioglimento di quest'ultima società per problemi economici, avvenimento a cui era seguita l'ascesa ai vertici del campionato di Ruini Firenze e Virtus Bologna, nel 1964 Anderlini era passato ad allenare la squadra dei Vigili del Fuoco di Modena, la Menegola, allora militante in Serie B.
Nel 1966, per iniziativa dei fratelli Benito e Giuseppe Panini, nacque il Gruppo Sportivo Panini, finanziato dall'omonima azienda produttrice di figurine; la società assorbì il Menegola e, con Anderlini in panchina, partendo dalla Serie C, raggiunse la massima categoria nel 1968, a soli due anni dalla sua fondazione.

### 1966-1993: Gruppo Sportivo Panini
Al termine della stagione 1969-70 la Panini vinse il suo primo scudetto, una formazione composta in buona parte da atleti modenesi e dal primo giocatore straniero del club, il campione cecoslovacco Josef Musil. Nella prima metà degli anni settanta, sempre sotto la guida di Anderlini, la squadra gialloblù vinse altri due titoli (1971-72, 1973-74), rimanendo costantemente ai vertici. Nella stagione 1975-76 arrivò un altro scudetto e sul finire degli anni settanta il club si aggiudicò le prime due edizioni della Coppa Italia.
Nel 1980 vinse il suo primo titolo europeo, la Coppa delle Coppe.

Andrea Lucchetta in azione negli anni d'oro della Panini.

Un nuovo ciclo di vittorie si aprì a partire dal 1985, con l'ingaggio dell'allenatore argentino Julio Velasco; tra le stagioni 1985-86 e 1988-89 la Panini vinse quattro campionati consecutivi. Il club schierò campioni come Luca Cantagalli, Lorenzo Bernardi, Fabio Vullo e Andrea Lucchetta, rappresentanti della cosiddetta "generazione di fenomeni".
Gli anni ottanta si chiusero con l'abbandono di Velasco e del finanziamento della Panini. Malgrado la prima vittoria in Coppa dei Campioni nel 1990 e un sesto posto alla Coppa del Mondo, per la società si aprì un biennio di grave crisi economica e di risultati.

### 1993-2005: Daytona Volley
Nel 1993 il club fu acquistato da Giovanni Vandelli, industriale della ceramiche, che ne cambiò la ragione sociale in Daytona Volley, dal nome della sua azienda. Risanato, il club tornò ai vertici grazie al ritorno di Cantagalli e Vullo e all'arrivo, tra gli altri, di Marco Bracci, Bas Van de Goor, Juan Carlos Cuminetti e Andrea Giani, che diventerà capitano della squadra.
La società, duellando a più riprese con la Sisley Volley di Treviso vinse gli scudetti 1994-95 e 1996-97. Durante "l'era Vandelli" la bacheca del club si arricchì di altre tre Coppe dei Campioni, consecutive, l'ultima delle quali conquistata nel 1998 a Novi Sad, quando i modenesi si imposero per 3-0 sugli spagnoli dell'Almerìa.

La squadra della stagione 1993-1994, la prima dell'era Daytona.

Nella stagione 2001-02 la società vinse a sorpresa il titolo. La squadra, guidata in panchina da Angelo Lorenzetti e in campo da giocatori quali Andrea Giani, Lloy Ball, Roman Jakovlev e Luca Cantagalli, conquista il quarto posto alla fine di una regular season costellata di problemi e infortuni. Nei quarti di finale batte in 4 gare l'Asystel Milano e in semifinale ha la meglio sulla Yahoo! Italia Volley Ferrara in 3 incontri. La finale è una classica, Modena contro Treviso. La serie è equilibrata ma è Modena a violare per prima il fattore campo, andando a vincere Gara-3 a Treviso. L'8 maggio 2002, in un PalaPanini tutto esaurito, è l'opposto trevigiano Fomin ad attaccare out il pallone che consegna a Modena il suo 11º scudetto al termine di una partita spettacolare, chiusasi ai vantaggi nel quinto set.

Andrea Giani solleva il trofeo dello scudetto 2001-02.

Nel 2004 il club, che partecipa al campionato con la denominazione Daytona Modena, acquista il campione olimpico brasiliano Ricardo Garcia, ritenuto uno dei più forti palleggiatori a livello mondiale, e richiama in panchina Julio Velasco. Nonostante l'arrivo del forte alzatore brasiliano, l'ultimo anno dell'era Vandelli si chiude con un misero 11º posto su 14, uno dei peggiori risultati di sempre.

### 2005-2013: Pallavolo Modena
Il 10 maggio 2005 il titolo sportivo del club passò ufficialmente dalle mani di Giovanni Vandelli ad una cordata composta da Antonio Barone, ex giocatore gialloblù, Catia Pedrini, Giuliano Grani e Gianpietro Peia. La denominazione Daytona Volley venne sostituita dal nome della nuova società, Pallavolo Modena.
Nelle prime tre stagioni del nuovo corso gialloblù la squadra, sponsorizzata dal Consorzio del Cimone e alla cui guida, a Velasco, seguirono prima Bruno Bagnoli poi Andrea Giani, assunse una filosofia di gioco sempre più ispirata al modello della plurititolata nazionale brasiliana. In questo periodo hanno vestito il gialloblù giocatori del calibro di Luigi Mastrangelo, Andrea Sartoretti, Ángel Dennis, Luca Tencati, Murilo Endres, André Nascimento solo per citarne alcuni. Malgrado i nomi altisonanti, le prestazioni e i risultati non furono all'altezza delle aspettative. La conquista nel 2008 della Challenge Cup, unico trofeo ancora assente dalla ricca bacheca della società, fu l'unico acuto di un triennio che ha visto Modena uscire di scena ai quarti di finale di Coppa Italia e Campionato per tre stagioni consecutive e perdere una Top Teams Cup tra le mura amiche per mano degli sloveni del ACH Volley Bled.
Nel 2008 il quadro dirigenziale viene rinnovato ancora una volta. Con l'uscita di Barone e Pedrini, la società passa completamente nelle mani di Giuliano Grani e Pietro Peia. Partecipa alla Serie A1 2008-09 con sponsor Trenkwalder. Con la partenza di parte del blocco brasiliano, la società si affida al giovane Dragan Travica al palleggio, al centrale americano David Lee e a Wytze Kooistra nell'inedito ruolo di opposto. La stagione dei gialli si rivelerà abbastanza deludente: la mancata qualificazione alla Final Eight di Coppa Italia a una classifica deficitaria portano all'esonero di Andrea Giani, sostituito da Emanuele Zanini. La squadra, non senza difficoltà, chiude al decimo posto su 14 con all'attivo solo 33 punti; Modena per la terza volta nella sua storia è fuori dai play-off. Per ripartire dopo una stagione avara di soddisfazioni, la società affida l'incarico di direttore generale a Bruno Da Re, per 22 anni general manager della Sisley Volley di Treviso, storica rivale di Modena.
Per la seconda stagione consecutiva partecipa alla Serie A1 2009-10 con sponsor Trenkwalder. Da Re opera una rivoluzione del parco giocatori e dello staff tecnico. In panchina arriva uno degli allenatori più esperti del campionato italiano, Silvano Prandi, anch'egli per anni rivale di Modena con Trentino Volley e Bre Banca Lannutti Cuneo. In campo ci si affida poi a giocatori talentuosi come l'alzatore finlandese Mikko Esko e il libero nel giro della nazionale italiana Loris Manià e si scommette sul cambio di ruolo di Ángel Dennis, passato da schiacciatore a opposto. Completano il sestetto Marco Piscopo e Wytze Kooistra al centro, Luis Díaz e Dömötör Mészáros, ceduto a metà stagione, in banda. Grazie anche all'apporto di una panchina di primo livello e a un Dennis eletto best scorer del campionato con 588 punti, il mix si rivela azzeccato e Modena ritorna nelle posizioni che le competono, mantenendo il terzo-quarto posto in graduatoria per tutta la stagione. Partecipa alla Final Four di Coppa Italia arrendendosi in semifinale a Trento e dopo aver battuto nei quarti di finale la Lube di fronte ad un PalaPanini tutto esaurito. In virtù del quarto posto finale in regular season si qualifica alla Coppa CEV per la stagione 2010-2011 ed esce sconfitta nei quarti di finale play-off in quattro gare contro la stessa Macerata.

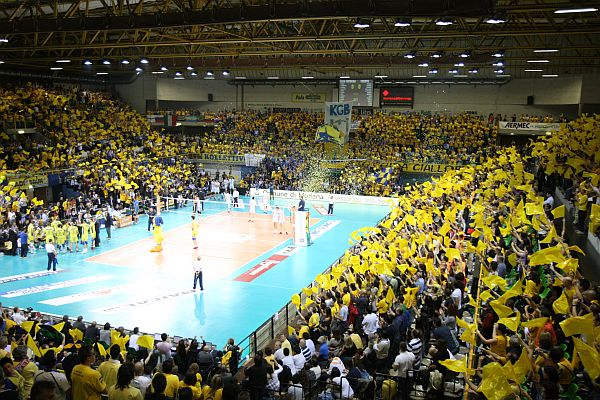
Una partita di Modena al PalaPanini (2011).

Per la stagione 2010-11 il nuovo main sponsor è Casa Modena. Confermato lo staff tecnico, guidato da Silvano Prandi, la squadra si affida nuovamente alla diagonale Mikko Esko - Ángel Dennis, confermata dopo la brillante stagione precedente. La grande novità nel sestetto titolare è il nazionale russo Yuri Berezhko, uno dei più talentuosi schiacciatori del volley mondiale. Le brillanti prestazioni dell'anno precedente, tuttavia, non vengono ripetute nella stagione. La squadra viene eliminata prematuramente dalla Coppa CEV al golden set ad Ankara e dopo nemmeno una settimana anche dalla Coppa Italia, in casa, per mano della Sisley Treviso.  A seguito di tali deludenti risultati, Silvano Prandi viene sostituito da Daniele Bagnoli. I risultati con il nuovo allenatore sono incoraggianti: la coppia Esko-Dennis acquista maggior sicurezza e Berezhko, pur se frenato da diversi problemi fisici, fa intravedere le sue potenzialità. Tuttavia, alla terzultima di campionato, il palleggiatore finlandese si frattura la mano in un'azione di gioco: viene chiamato a sostituirlo il palleggiatore della nazionale brasiliana, Bruninho, che esordirà in gialloblù all'ultima di campionato, sconfitto in casa da Monza. I playoff iniziano proprio con Monza: al termine di una battaglia durata 5 incontri, Modena si qualifica per le semifinali nelle quali affronta i campioni d'Italia, d'Europa e del mondo del Trentino Volley. Modena si aggiudica le due gare casalinghe per 3-0 (in cui infligge un pesante 25-8 nell'ultimo set agli avversari con Ángel Dennis capace di piazzarvi 7 ace, di cui 5 consecutivi) e 3-1 ma non è in grado di violare il PalaTrento e quindi viene eliminata, con la serie che si conclude sul 2-3.
Nella stagione 2011-12 vengono confermati sia il main sponsor, Casa Modena, che l'allenatore, Daniele Bagnoli. A un buon girone d'andata concluso col terzo posto provvisorio e la qualificazione alla Coppa Italia, fa seguito un finale di stagione deludente che porta al quinto posto finale e alle eliminazioni al primo turno dei playoff scudetto e in semifinale di Coppa Italia. A fine stagione Giuliano Grani annuncia la sua uscita dal quadro dirigenziale, lasciando la società interamente nelle mani di Pietro Peia. La stagione 2012-13 porta notevoli cambiamenti nella rosa della squadra con la cessione di giocatori come Ángel Dennis, Mikko Esko e Cristian Casoli e l'arrivo di Michele Baranowicz, Sam Deroo, Guillaume Quesque e Gundars Celitāns. Anche la guida tecnica viene cambiata con l'ingaggio dell'allenatore Angelo Lorenzetti.

### 2013-: Modena Volley
Nell'estate del 2013 la Pallavolo Modena cambia la propria denominazione in Modena Volley, durante un riassetto societario che porta alla presidenza Catia Pedrini: per un breve periodo, dal passaggio dalla vecchia alla nuova denominazione, la società prende il nome di Modena Volley Punto Zero. Nell'ottobre 2014 i Modena City Ramblers incidono Chi vola vale, inno del Modena Volley.
Nella stagione 2014-15 ritorna alla vittoria della Coppa Italia, per poi perdere la finale scudetto contro la Trentino Volley. L'annata seguente si apre con la vittoria della Supercoppa italiana 2015, seguita poi dal nuovo successo nella coppa nazionale e dello scudetto. La stagione 2016-17 vede la squadra trionfare nuovamente in Supercoppa italiana, trofeo che conquista anche nell'edizione 2018. In campo europeo, nell'annata 2022-23, si aggiudica la Coppa CEV.

## Simboli ufficiali

Logo Daytona Volley (1994-2005)
Logo Pallavolo Modena (2005-2013)
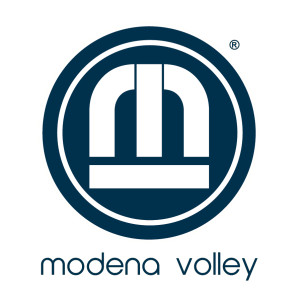
Logo Modena Volley (2013-2017)
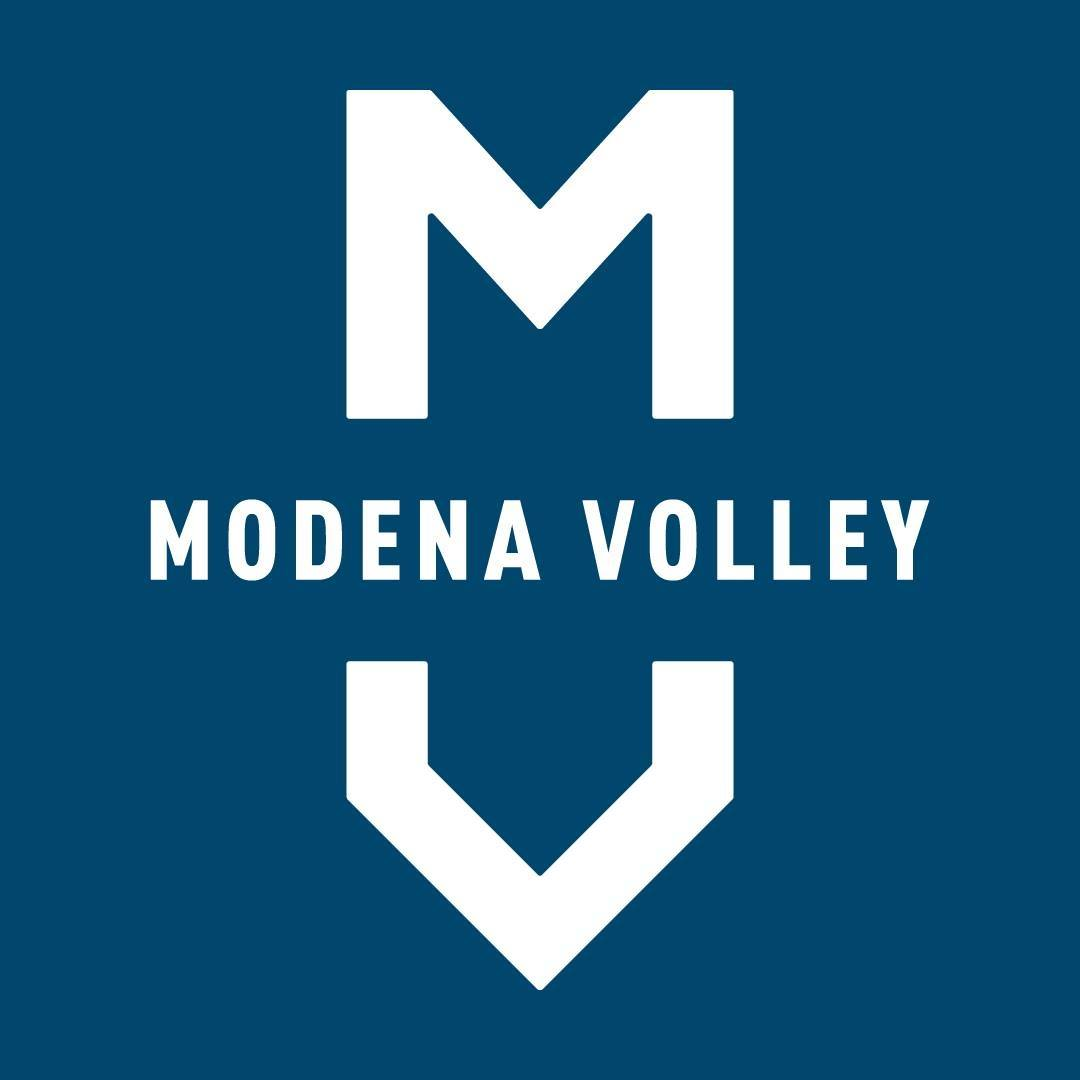
Logo Modena Volley (2017-)

## Rosa 2025-2026
| N° | Nome                 | Ruolo | Data di nascita  | Nazionalità sportiva |
| -- | -------------------- | ----- | ---------------- | -------------------- |
| 3  | Jacopo Massari       | S     | 2 giugno 1988    | Italia               |
| 4  | Luke Perry           | L     | 20 novembre 1995 | Australia            |
| 5  | Pardo Mati           | C     | 7 agosto 2006    | Italia               |
| 6  | Giovanni Sanguinetti | C     | 14 aprile 2000   | Italia               |
| 7  | Filippo Federici     | L     | 26 dicembre 2000 | Italia               |
| 8  | Amir Tizi-Oualou     | P     | 31 dicembre 2005 | Francia              |
| 9  | Uladzislaŭ Davyskiba | S     | 31 marzo 2001    | Bielorussia          |
| 10 | Luca Tauletta        | C     | 6 ottobre 2003   | Italia               |
| 11 | Luca Porro           | S     | 9 maggio 2004    | Italia               |
| 17 | Simone Anzani        | C     | 24 febbraio 1992 | Italia               |
| 19 | Paul Buchegger       | O     | 4 marzo 1996     | Austria              |
| 20 | Arthur Bento         | S     | 8 giugno 2004    | Brasile              |
| 24 | Ahmed Ikhbayri       | O     | 1º novembre 1996 | Libia                |
| 77 | Matías Giraudo       | P     | 13 marzo 1998    | Argentina            |

## Palmarès

I giocatori della Panini sollevano la loro quinta Coppa Italia al termine dell'edizione 1987-88.

La Panini di Julio Velasco esplode di gioia per la vittoria del quarto scudetto consecutivo, ottavo totale, nella stagione 1988-89.

I giocatori della Daytona posano con la loro prima Supercoppa italiana nel 1997.

- Campionato italiano: 12

1969-70, 1971-72, 1973-74, 1975-76, 1985-86, 1986-87, 1987-88, 1988-89, 1994-95, 1996-97,
2001-02, 2015-16
- Coppa Italia: 12

1978-79, 1979-80, 1984-85, 1985-86, 1987-88, 1988-89, 1993-94, 1994-95, 1996-97, 1997-98,
2014-15, 2015-16
- Supercoppa italiana: 4

1997, 2015, 2016, 2018
- Coppa dei Campioni: 4

1989-90, 1995-96, 1996-97, 1997-98
- Coppa delle Coppe: 3

1979-80, 1985-86, 1994-95
- Coppa CEV: 1

2022-23
- Coppa CEV/Challenge Cup: 5

1982-83, 1983-84, 1984-85, 2003-04, 2007-08
- Supercoppa europea: 1

1995